# 宝性寺 (鴻巣市)
宝性寺（ほうしょうじ）は、埼玉県鴻巣市にある真言宗豊山派の寺院。

## 歴史
1714年（正徳4年）、当地を所領としていた小笠原信政の開基である。ただし墓地には正徳以前の石塔があることから、それ以前から既に存在していた可能性がある。当寺の墓地には、開基の信政につながる人物も葬られている。
1873年（明治6年）、住職不在だったことから、明治政府により廃寺処分となり、檀家の所属も東曜寺に転属となった。しかしその後も、地元住民たちの手によって、管理・維持されている。

## 交通アクセス
- 吹上駅より徒歩14分。